# Pasta alla gricia
La pasta alla gricia, a volte chiamata amatriciana bianca, è un primo piatto tipico della cucina laziale.
È preparata con pasta condita con abbondante pecorino romano, pepe nero (ingredienti della pasta cacio e pepe), guanciale. Vi si può anche aggiungere del vino bianco o rosso per esaltarne il sapore.

## Storia
Secondo l'ipotesi più probabile, il nome del piatto deriva dal termine romanesco gricio. Nella Roma papale i grici erano venditori di alimenti commestibili comuni e presero questo nome perché molti di loro provenivano dalla Valtellina, all'epoca possedimento del cantone svizzero dei Grigioni. Pasta alla gricia significherebbe quindi pasta preparata con gli ingredienti semplici (guanciale, pecorino, pepe nero) prontamente disponibili presso il gricio locale.
Un'altra teoria sull'origine di questo piatto ipotizza che sia stato inventato nella frazione di Grisciano, nel Lazio, vicino ad Amatrice. Questa teoria è però improbabile, sia per le dimensioni di Grisciano, che è poco più di un gruppo di case, sia perché in questo caso la locuzione dovrebbe essere alla grisciana, sia infine perché ad Amatrice fino agli anni '60 la salsa amatriciana veniva preparata senza pomodoro, coincidendo quindi con la gricia, mentre a Roma l'amatriciana col pomodoro è attestata sin dalla seconda metà dell'Ottocento. Perciò la gricia viene talvolta chiamata "amatriciana bianca". È considerato un piatto "figlio" della pasta cacio e pepe e "padre" dell'Amatriciana.